# قلعه چاه وک
قلعه چاه وک مربوط به دوره قاجار است و در شهرستان نهبندان، بخش شوسف، روستای ده سلم واقع شده و این اثر در تاریخ ۷ مهر ۱۳۸۱ با شمارهٔ ثبت ۶۳۷۱ به‌عنوان یکی از آثار ملی ایران به ثبت رسیده است.